# Famille von Rademacher
Pour les articles homonymes, voir Rademacher.
 (octobre 2012).
La famille von Rademacher est un lignage de la noblesse du Saint-Empire romain germanique, qui trouve ses racines en Lorraine à Rodemack. Ils s'établirent entre autres en néerlandais Middelburg et plus tard en Aix-la-Chapelle, Sovetsk, Riga et Francfort.

## Origine
La généalogie est retracée aux seigneurs de Rodemack de la ville éponyme. La première mention est la naissance de Dipoldus de Rodemack en 904. La première mention documentée du lignage Rademacher était une mention des armoiries de la famille en 1264. Le premier brevet de noblesse est accordé par Charles Quint.

## Pedigree
Le premier représentant du lignage était Dipoldus, voué de Rodemack. Dans le XIe - XIIe siècle, la lignage de Rodemack s'appelait "von Rodemack", "von Rodemacker" et depuis "von Rademacker". Mais le nom actuel "von Rademacher" été utilisé dans le XIIIe siècle. Matthias Ägidius von Rademacher a été Templier, qui a été blessé fortement dans le Siège de Saint-Jean-d'Acre. Dans le XVIe siècle, Gerlach von Rademacher converti au protestantisme. Avec ses 13 enfants, son petit-fils Johann von Rademacher a créé la plus grande part du Rademacher-lignes, dont certaines persistent encore aujourd'hui. Le dernier brevet de noblesse connu a obtené Daniel von Rademacher de Joseph II en 1766. Son père, Arnold Eberhard von Rademacher servi Frédéric le Grand comme un "Kriegs- und Domainenrath".

## Armoiries

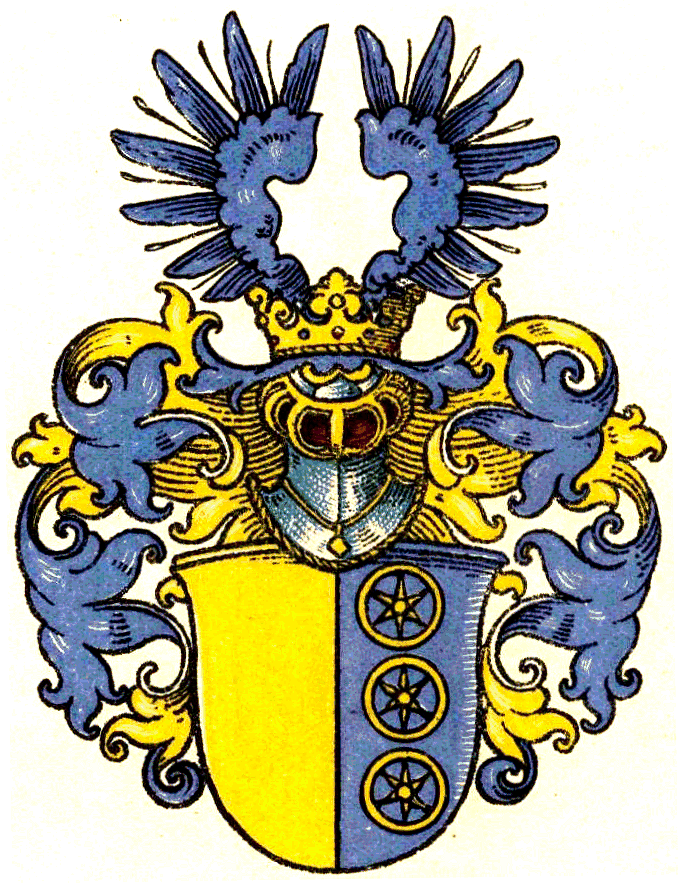
Armoiries de la famille von Rademacher.